# شمس الدين الأصفهاني (سلاجقة الروم)
شمس الدين الأصفهاني (الفارسية: شمس الدین اصفهانی؛ توفي عام 1249 م) كان وزيرًا فارسيًا وقائدًا عسكريًا في الأناضول في العصور الوسطى. كان نائبًا للسلطان كيخسرو الثاني (حكم 1237-1246 م) حاكم سلطنة سلاجقة الروم والقائد الأعلى لجيشه. بعد خضوع السلطنة رسميًا للإمبراطورية المغولية، أصبح نائبًا للحاكم المغولي باتو خان (حكم 1227–1255م) في الأناضول. وصل فيما بعد إلى قمة قوته عندما أصبح الوزير الجديد لسلطنة الروم، وحاكمها الفعلي لفترة قصيرة بعد وفاة كيخسرو.

## الحياة
بعد هزيمتهم في معركة جبل كوس، أرسل السلاجقة بعثة دبلوماسية برئاسة شمس الدين الأصفهاني، نائب كيخسرو الثاني والقائد العام لجيش السلطنة، إلى الحاكم المغولي باتو خان. في النهاية، سمح باتو لكاخسرو الثاني بالبقاء في "السلطة" باعتباره حاكمًا تابعًا للمغول مقابل جزية سنوية كبيرة. وقد حصل الأصفهاني على مكافأة سخية لجهوده، حيث عُين نائبًا لباتو خان في الأناضول. وعندما توفي وزير كيخسرو محمد الدين، أصبح الأصفهاني الوزير الجديد لسلطنة الروم، مما عزز سلطته على الأناضول. وفقًا لأندرو بيكوك: "منذ ذلك الحين، أصبح السلاطين السلاجقة يلعبون دورًا سياسيًا ثانويًا، مجرد بيادق للمسؤولين المعينين من الفصائل المغولية المتنافسة".
بعد وفاة كيخسرو الثاني في عام 1246، استولى الأصفهاني على "السلطة الحقيقية في السلطنة". قام بتنصيب الابن الأكبر لكيخسرو، المعروف ملكيًا باسم كيكاوس الثاني، على عرش السلطنة. وفي هذه الأثناء، عيّن الأصفهاني حلفاءه في مناصب رئيسة داخل السلطنة. كما تزوج أرملة كايخسرو، برودوليا، مما أثار، حسبما ورد، الإدانة والكراهية بين معاصريه. وبحسب ما ذكره ابن العبري، فقد ورد أن الاثنين كان لديهما ابن، لا يُعرف عنه أي شيء.
كانت الأمور تسير على ما يرام بالنسبة للأصفهاني، حتى قام الحاكم المغولي جويوك خان (حكم 1246 - 1248 م) بتأكيد الابن الثاني لكيخسرو، المعروف ملكيًا باسم قلج أرسلان الرابع، كسلطان جديد. على الأرجح، كان جويوك "يحاول استخدام هذا التعيين لتقويض منافسه باتو الذي ادعى السيادة على الأناضول".

### الوفاة
وفي نهاية المطاف قُبض على الأصفهاني واغتِيال في عام 1249 على يد أنصار قلج أرسلان الرابع. وخلفه جلال الدين كاراتاي، أحد حلفائه السابقين.